# Tim Blaney
Pour les articles homonymes, voir Blaney.
Tim Blaney (né en 1959) est un marionnettiste et comédien américain, connu dans son pays pour avoir donné sa voix à plusieurs reprises pour des personnages de fiction au cinéma. Il est notamment la voix (en VO) du robot vivant Numéro 5 dans Short Circuit et sa suite Appelez-moi Johnny 5, ainsi que de Frank le dogue dans Men in Black et sa suite Men in Black II.

## Doublage (liste sélective)
- Short Circuit : Numéro 5  (VF : Jean-François Vlérick)
- Short Circuit 2 - Appelez-moi Johnny 5 : Numéro 5 (VF : Jean-François Vlérick)
- Men in Black : Frank le dogue (VF : Philippe Peythieu)
- Men in Black II : Frank le dogue (VF : Pascal Germain)
- Bob l'éponge : le film : Goofy Goober (VF : Gilles Morvan)
- 2011 : The Elder Scrolls V: Skyrim : Usha ; des Argoniens

## Filmographie sélective
- 2000 : Le Grinch, marionnettiste